# 克里斯特簡·基特辛
克里斯特簡·基特辛（1990年12月11日—），愛沙尼亞籃球運動員，現在效力於愛沙尼亞球隊BC Kalev/Cramo。他也代表愛沙尼亞國家男子籃球隊參賽。